# Фридрихсфельде
Фридрихсфельде (нем. Friedrichsfelde, произношениео файле, в переводе: «Фридрихово поле») — первый район в составе административного округа Лихтенберг в Берлине. На востоке граничит с округом Марцан-Хеллерсдорф.

## История
Фридрихсфельде ведёт свою историю от деревни Розенфельде, впервые упомянутой 2 апреля 1265 года и основанной, очевидно, несколько десятилетий до этого во времена расселения на восток немецкого населения Священной Римской империи под управлением маркграфов Бранденбурга Иоганна I и Оттона III. В 1288 году была определена граница между Розенфельде и Берлином, которому деревня была передана в 1319 году (за исключением той части, что уже принадлежала монастырю Шпандау). Согласно Земельной книги Карла IV в 1375 году землями Розенфельде владел житель Берлина Рике (нем. Ryke), потомки которого сохраняли их в своей собственности еще три столетия спустя, пока в 1685 году новый владелец Беньямин Рауле не построил на них первый дворец.
После того, как Рауле попал в немилость, Розенфельде перешло в собственность курфюрста Фридриха III и 25 января 1699 года было переименовано в его честь во Фридрихсфельде. Ещё долго этот пригород Берлина был мало населён: так в 1801 году в нём проживало всего 479 жителей. Лишь постепенно в связи с ростом немецкой столицы, её индустриализацией и развитием транспорта Фридрихсфельде получает настоящий городской вид: 100 лет спустя его население составляет уже 10 тыс. человек, появляется собственная ж/д станция Friedrichsfelde Ost, а позднее и метрополитен. После реформы 1920 года Фридрихсфельде официально относится к Лихтенбергу и Большому Берлину, и спустя всего несколько лет в нём впервые в Германии методом промышленного панельного домостроения построен целый жилой квартал. Одна из самых мрачных страниц истории района была открыта в апреле 1940 года, когда во Фридрихсфельде был организован рабочий воспитательный лагерь (нем. Arbeitserziehungslager), условия содержания в котором мало отличались от печально известных нацистских концлагерей и через который прошли до 30 тысяч заключенных, а каждый десятый из них погиб. По окончании войны в одном из уцелевших зданий района располагалась первая советская военная комендатура, а сам он оказался в границах Восточного Берлина. В июле 1955 года на территории Фридрихсфельде был открыт зоопарк, а в 1960-х годах появились жилые микрорайоны, застроенные типичными для ГДР высотными панельными домами.

## Транспорт
На территории Фридрихсфельде представлены практически все виды городского общественного транспорта немецкой столицы: от метрополитена со станциями линии U5 Friedrichsfelde и Tierpark, берлинской городской электрички (станция Friedrichsfelde-Ost линий S5, S7, S75) до трамвайных (M17, 27, 37) и автобусных (108, 192, 194, 296, 396, N5, N50) маршрутов. Кроме того, здесь располагается одно из метродепо, находящихся в ведении BVG.

## Достопримечательности
Главная достопримечательность района — зоопарк Фридрихсфельде, крупнейший по площади (160 гектаров) ландшафтный зоопарк Европы, занимающий почти 30 % всей территории района. Непосредственно к его входу примыкает построенный в 1695 году дворец Фридрихсфельде, история которого неразрывно связана с жизнью многих известных личностей XVIII и XIX столетий. Несколько восточнее от него до сих пор можно видеть платан, названный в честь хозяина земельного участка платан Трескова (нем. Treskow-Platane), возраст которого оценивается в 350 лет. В историческом центре района со всё еще прослеживающейся средневековой географией поселения (т. н. Angerdorf) сохранились здания восстановленной деревенской церкви Фридрихсфельде и жилых построек, некоторым из которых уже более 180 лет. Более полутора веков со дня открытия насчитывает и небольшое евангелическое кладбище Фридрихсфельде. В административном комплексе неподалеку располагаются многочисленные городские и окружные учреждения (как например, статистическое управление Берлина-Бранденбурга и др.), а на западе района — спортивный клуб SC Borussia 1920.

## Знаменитые жители

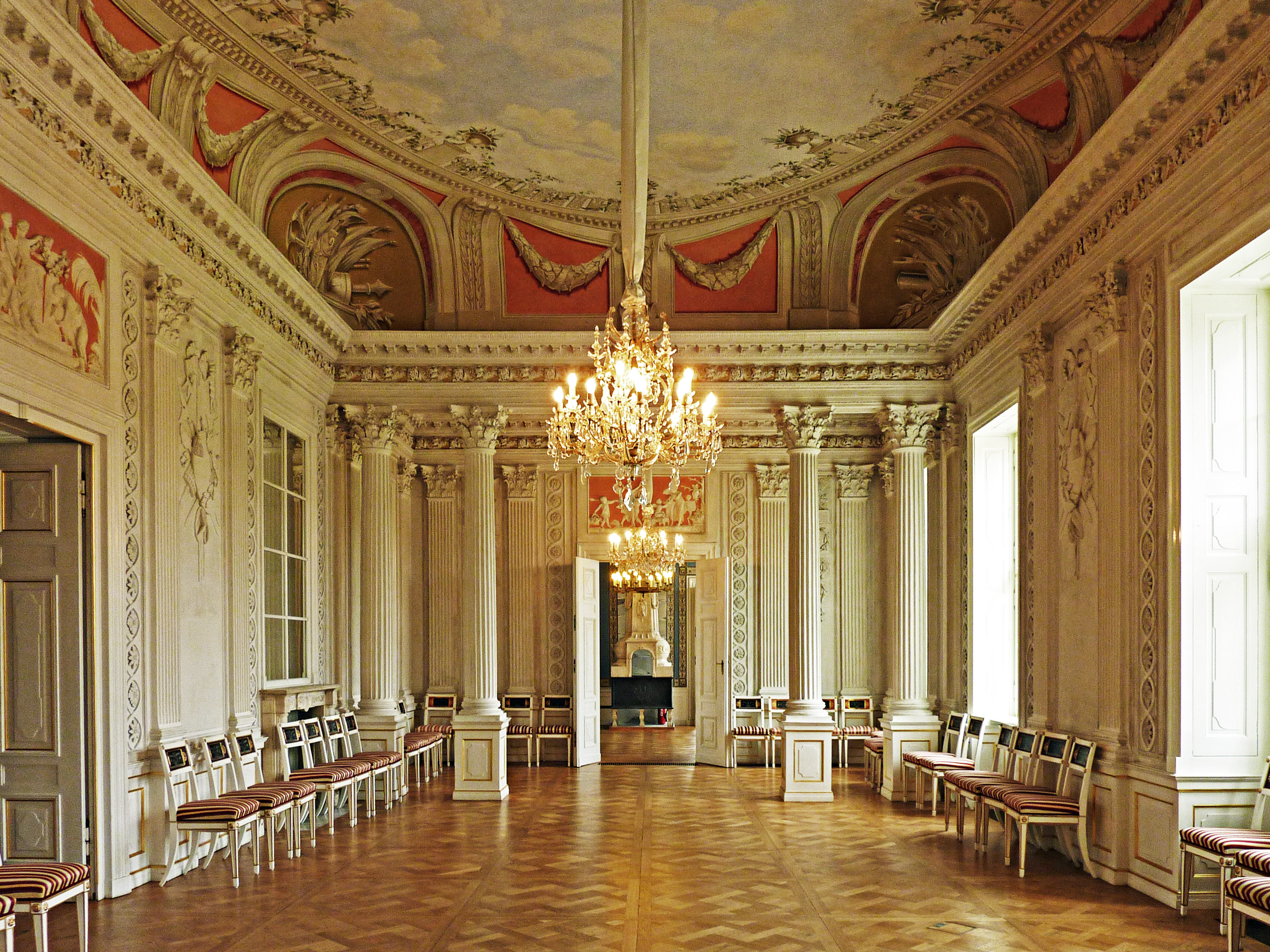
Парадный зал дворца Фридрихсфельде

К числу знаменитостей, связанных с Фридрихсфельде, относятся:
- Альбрехт Фридрих Бранденбург-Шведтский — прусский принц и военачальник (жил и скончался во дворце Фридрихсфельде)
- Август Фердинанд Прусский — прусский принц и военачальник (жил во дворце Фридрихсфельде)
- Людвиг Фридрих Прусский — прусский принц, композитор и военачальник (родился и жил во дворце Фридрихсфельде)
- Август Прусский — прусский принц и военачальник (родился и жил во дворце Фридрихсфельде)
- Екатерина Гольштейн-Бекская — принцесса и придворная дама (жила и скончалась во дворце Фридрихсфельде)
- Луи Николя Даву — французский маршал (во дворце Фридрихсфельде находилась его штаб-квартира)
- Фридрих Август I — король Саксонии (содержался под арестом во дворце Фридрихсфельде)
- Николай Эрастович Берзарин — советский военачальник, первый комендант Берлина (служил и погиб во Фридрихсфельде)
- Хайнер Мюллер — немецкий драматург и театральный режиссёр (жил во Фридрихсфельде)
- Генрих Дате — немецкий зоолог (жил, работал и скончался во Фридрихсфельде)

## Галерея

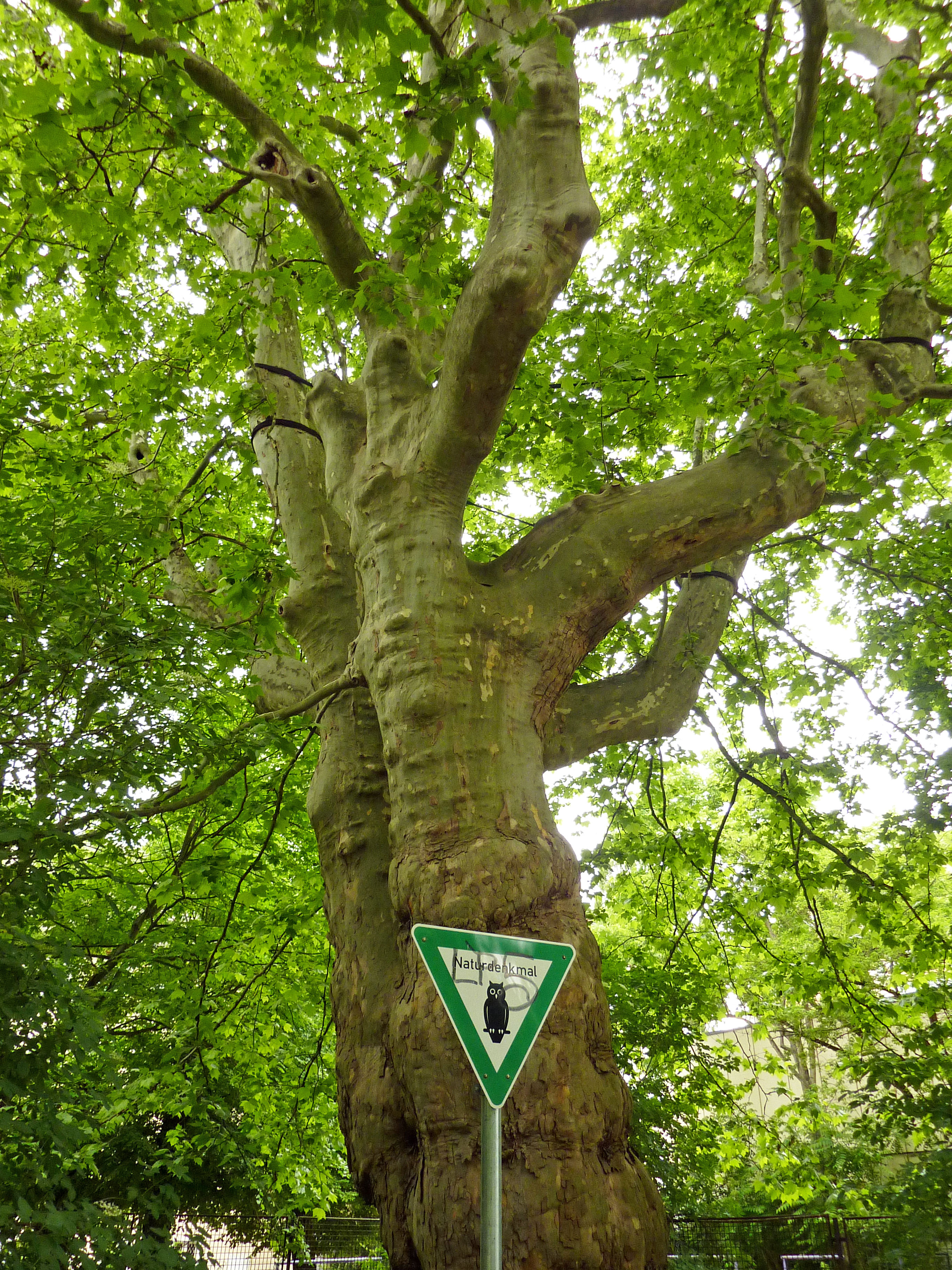
Платан Трескова
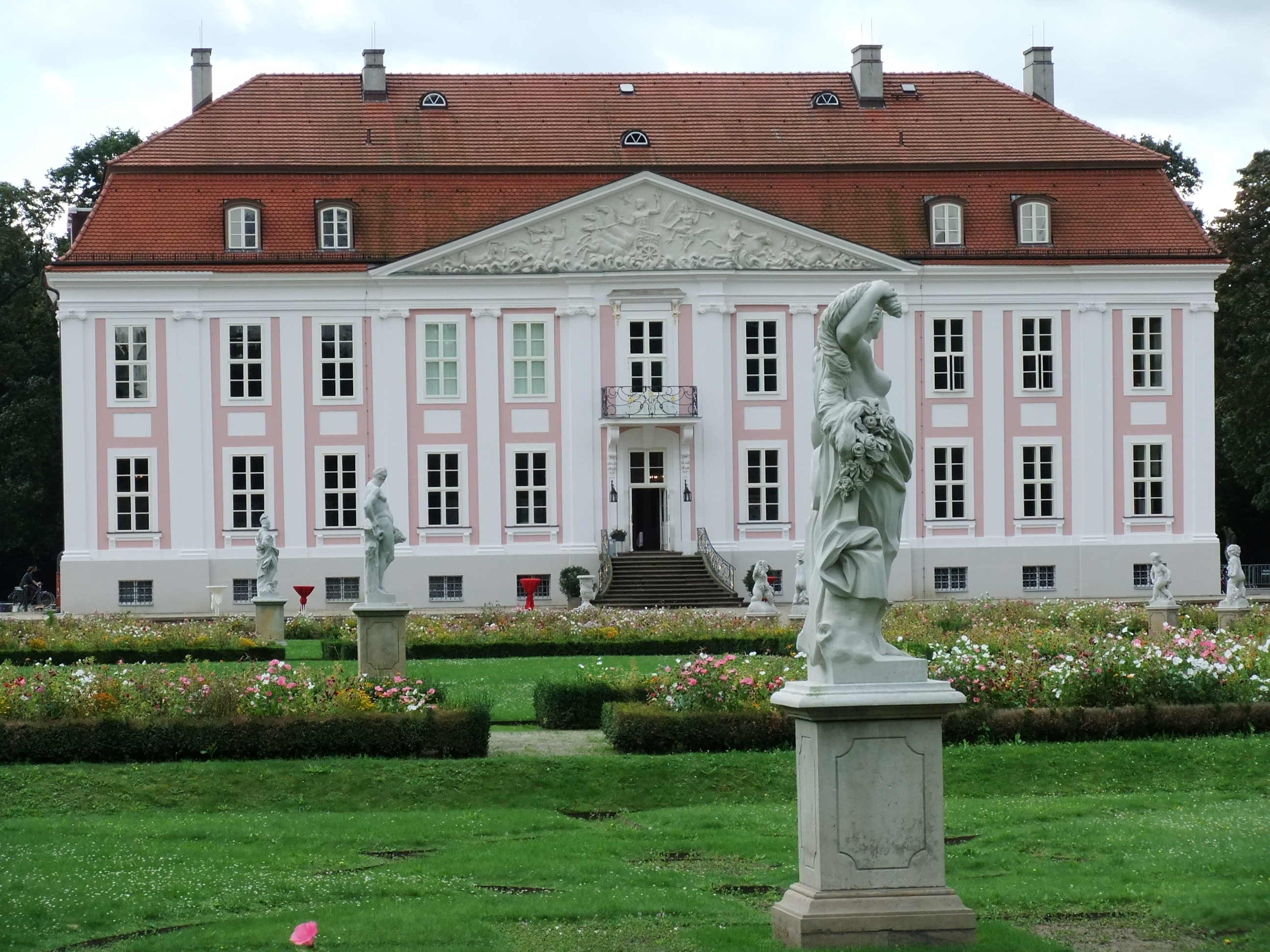
Дворец Фридрихсфельде
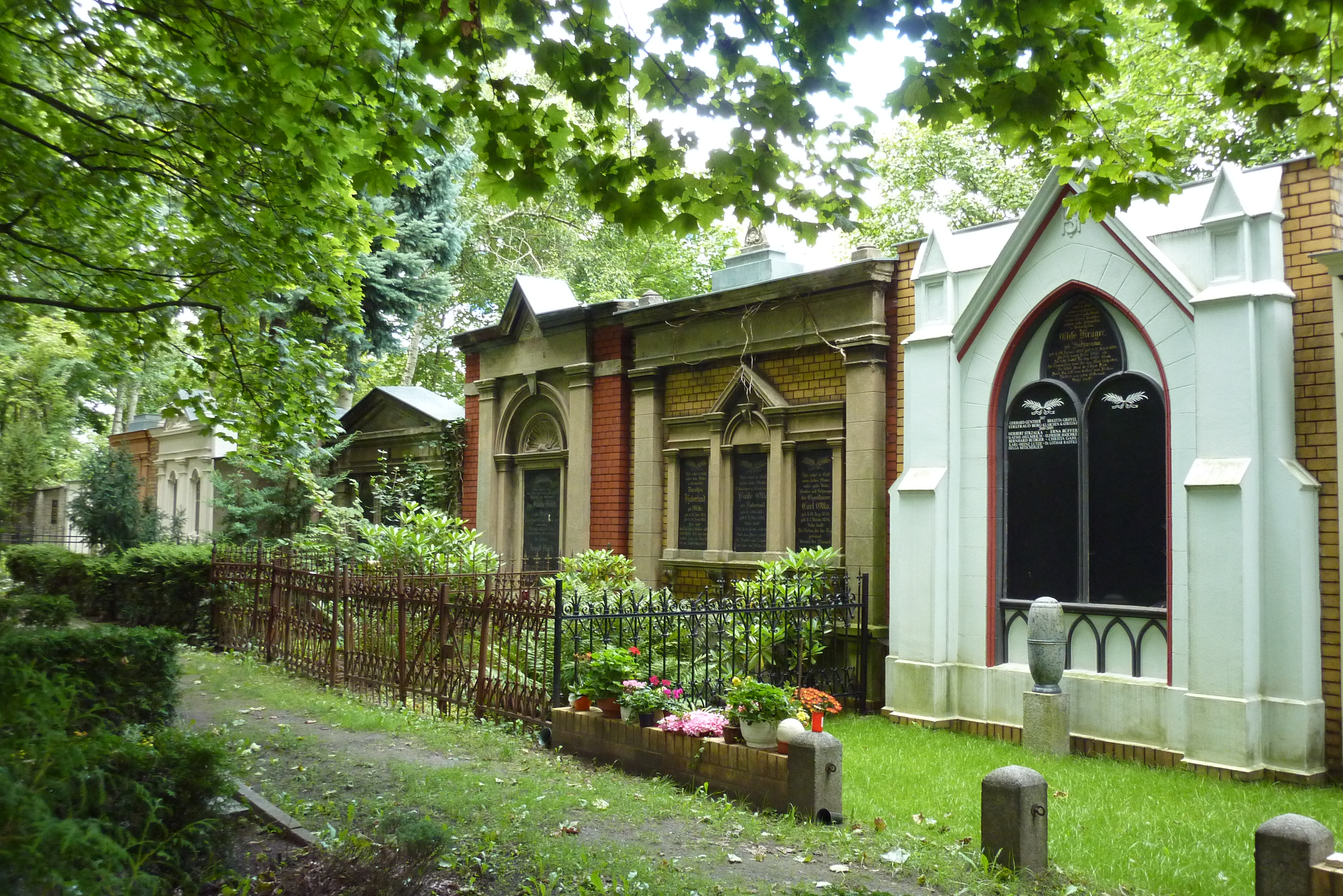
Старое кладбище Фридрихсфельде
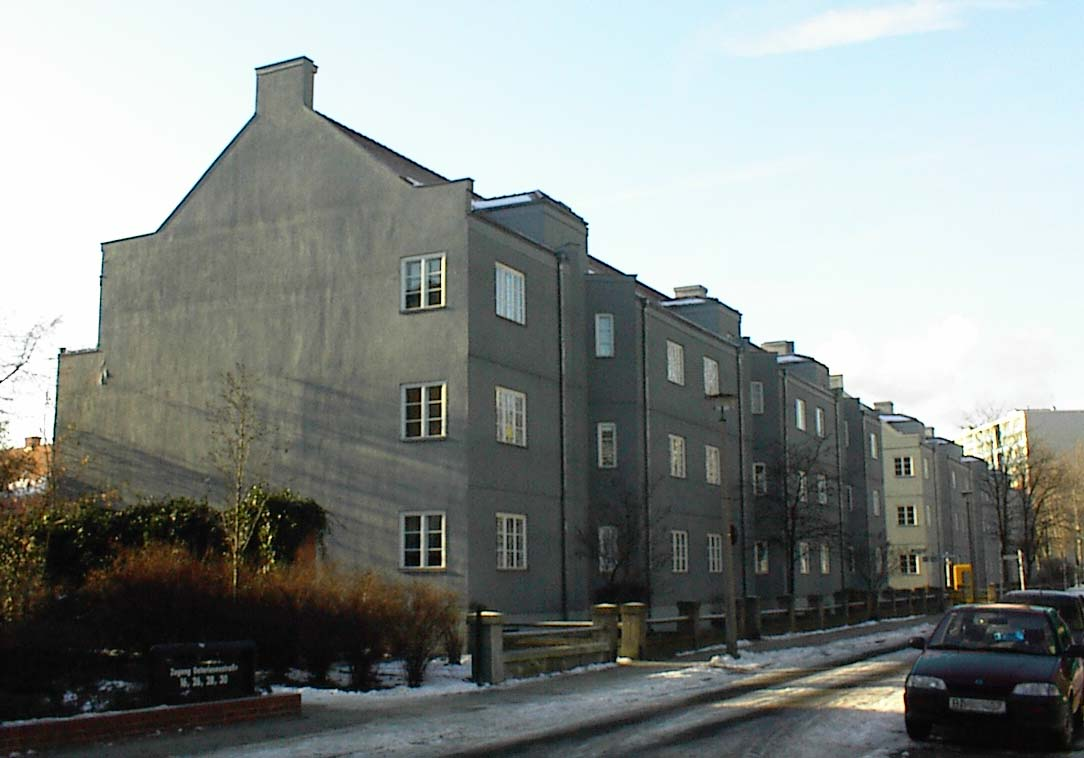
Первые панельные дома Германии (построены в 1926 году)
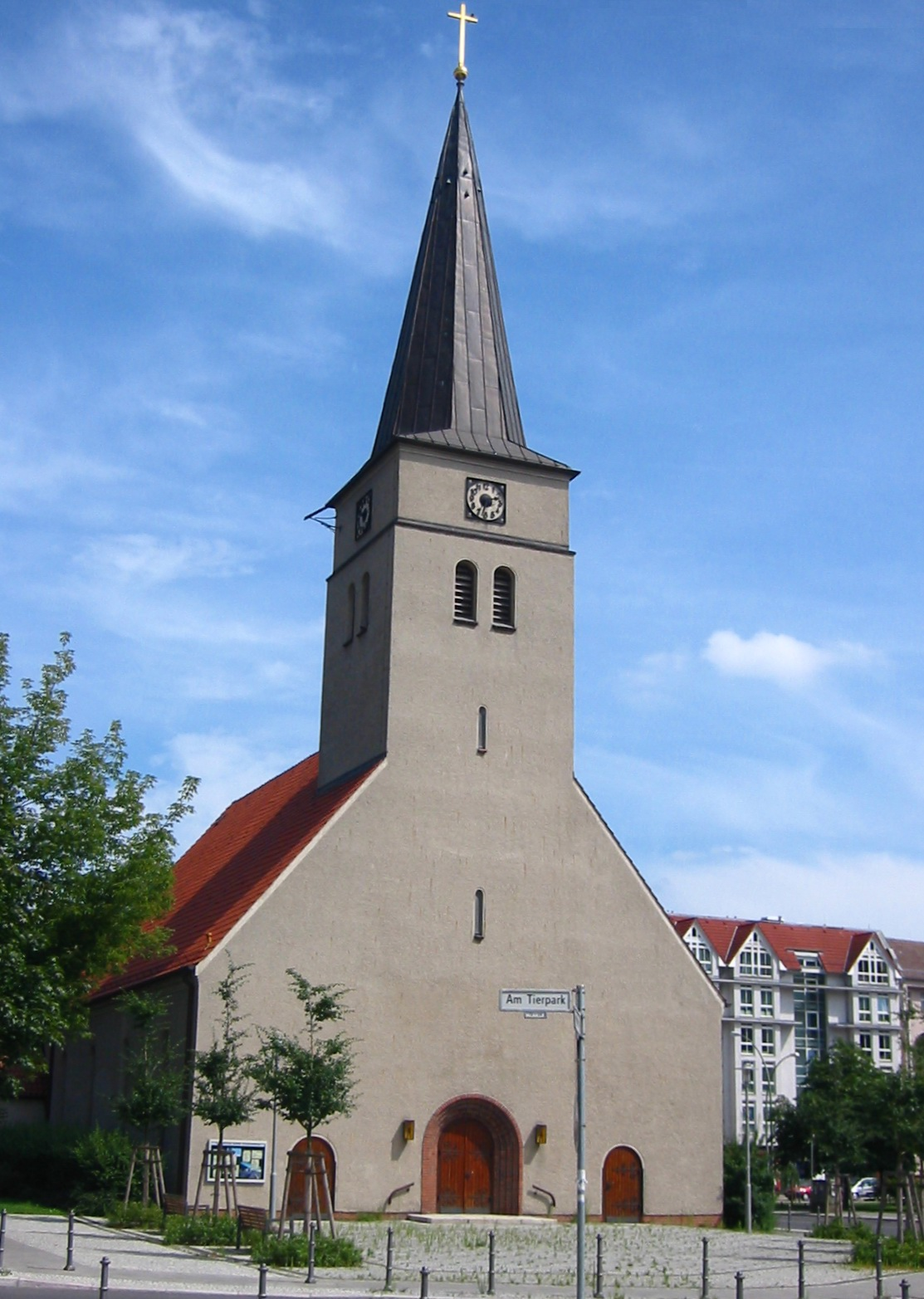
Деревенская церковь Фридрихсфельде
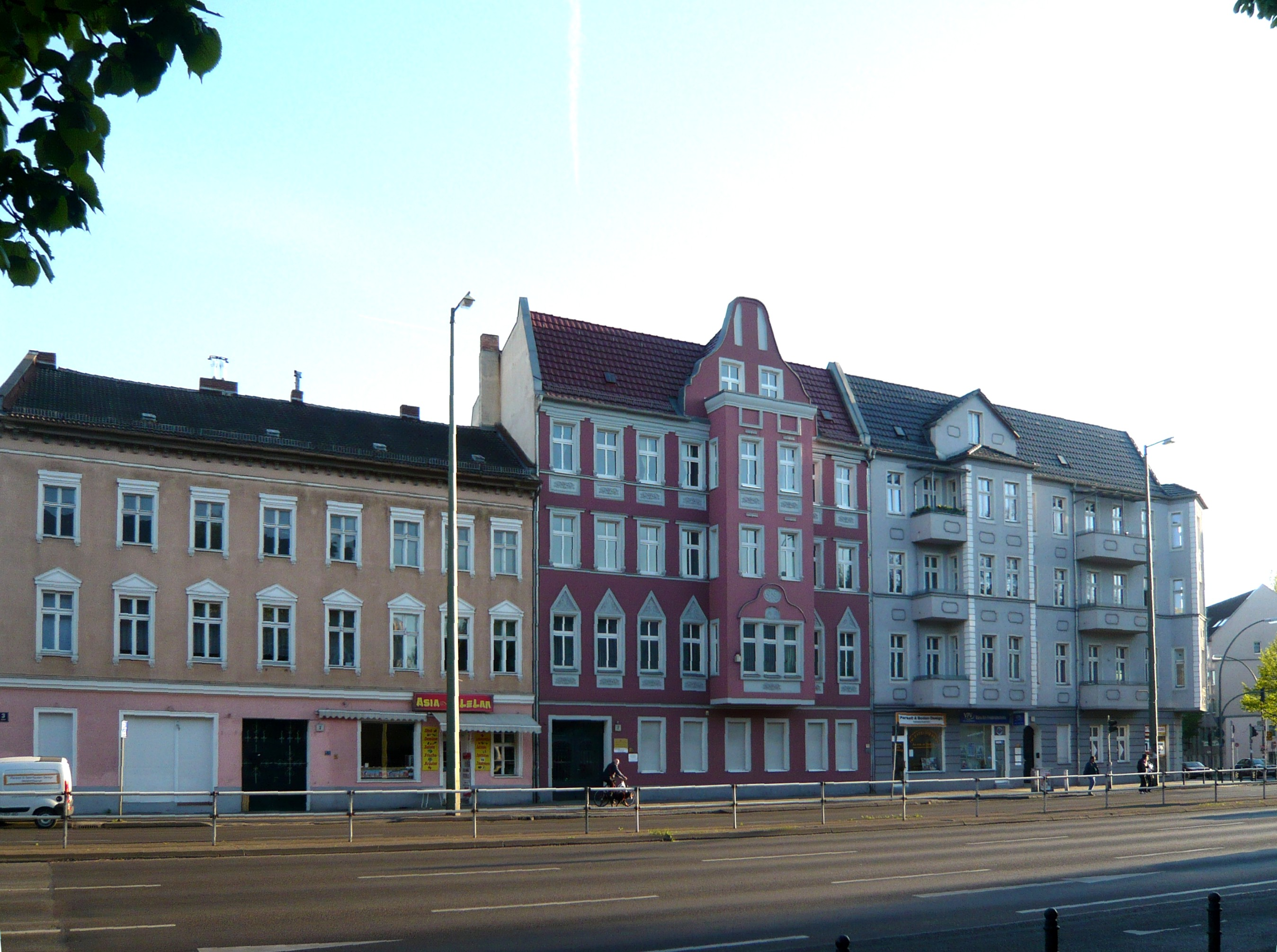
В сером здании справа располагалась первая советская военная комендатура
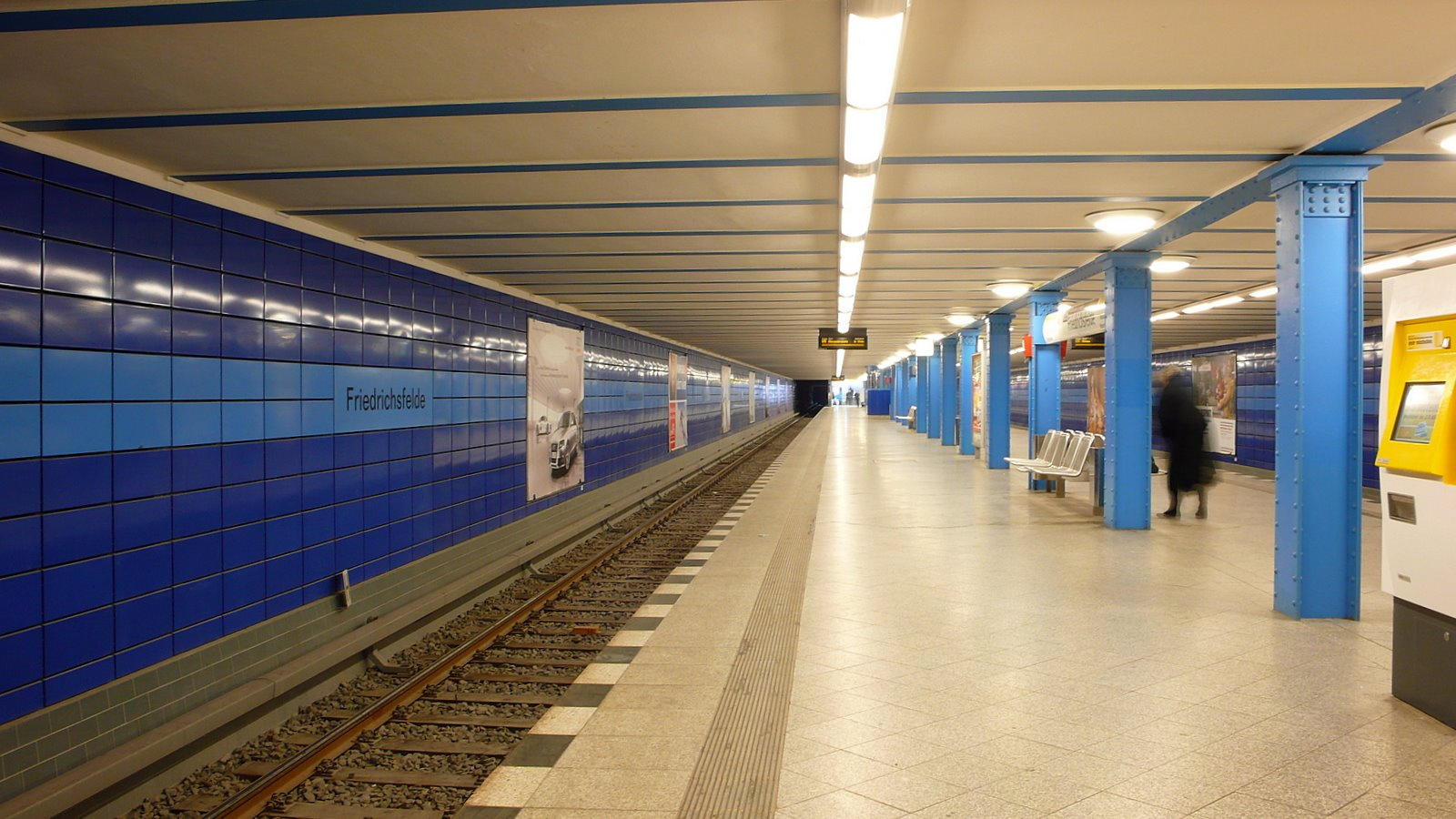
Станция метро Friedrichsfelde
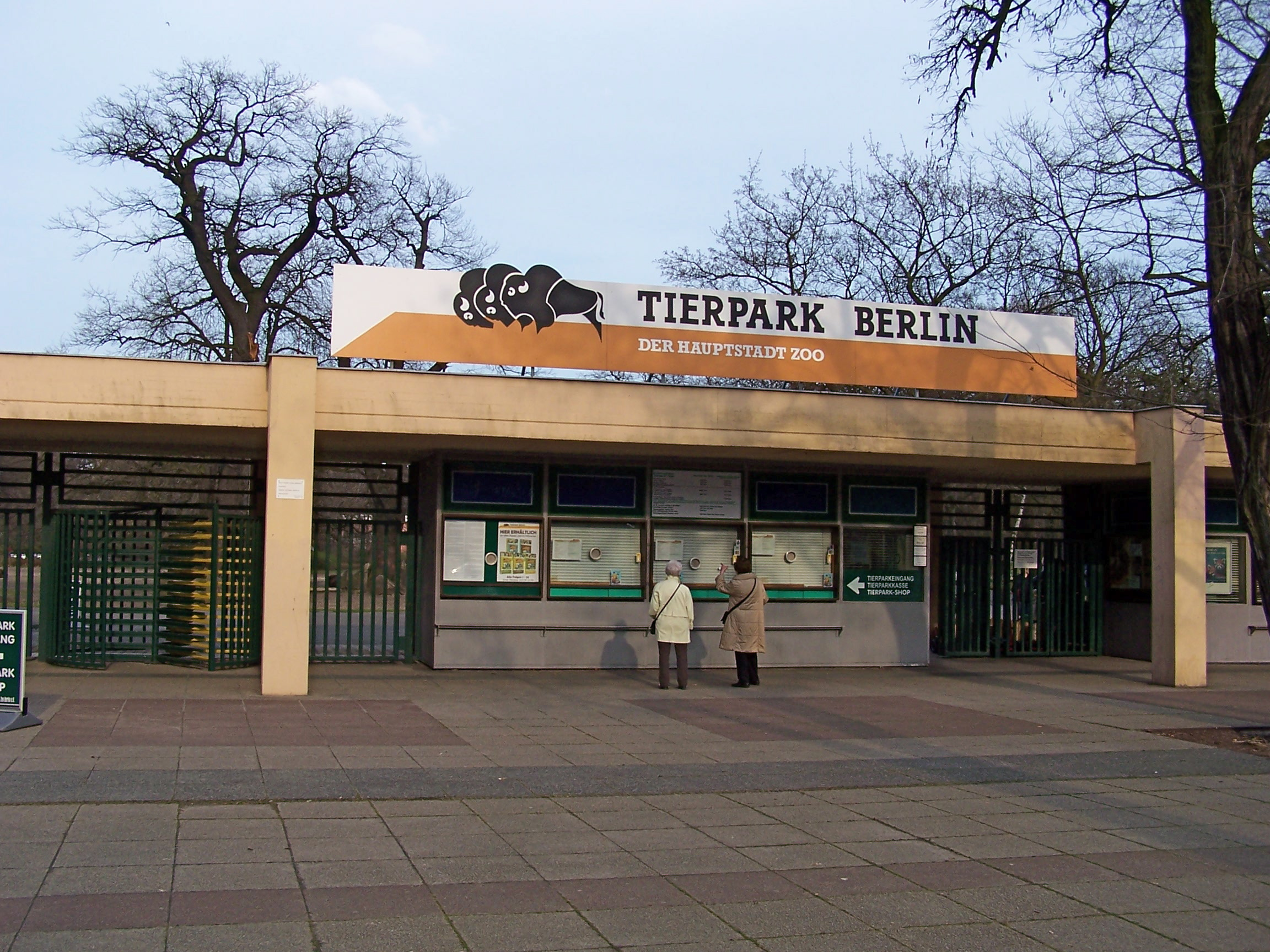
Зоопарк Фридрихсфельде
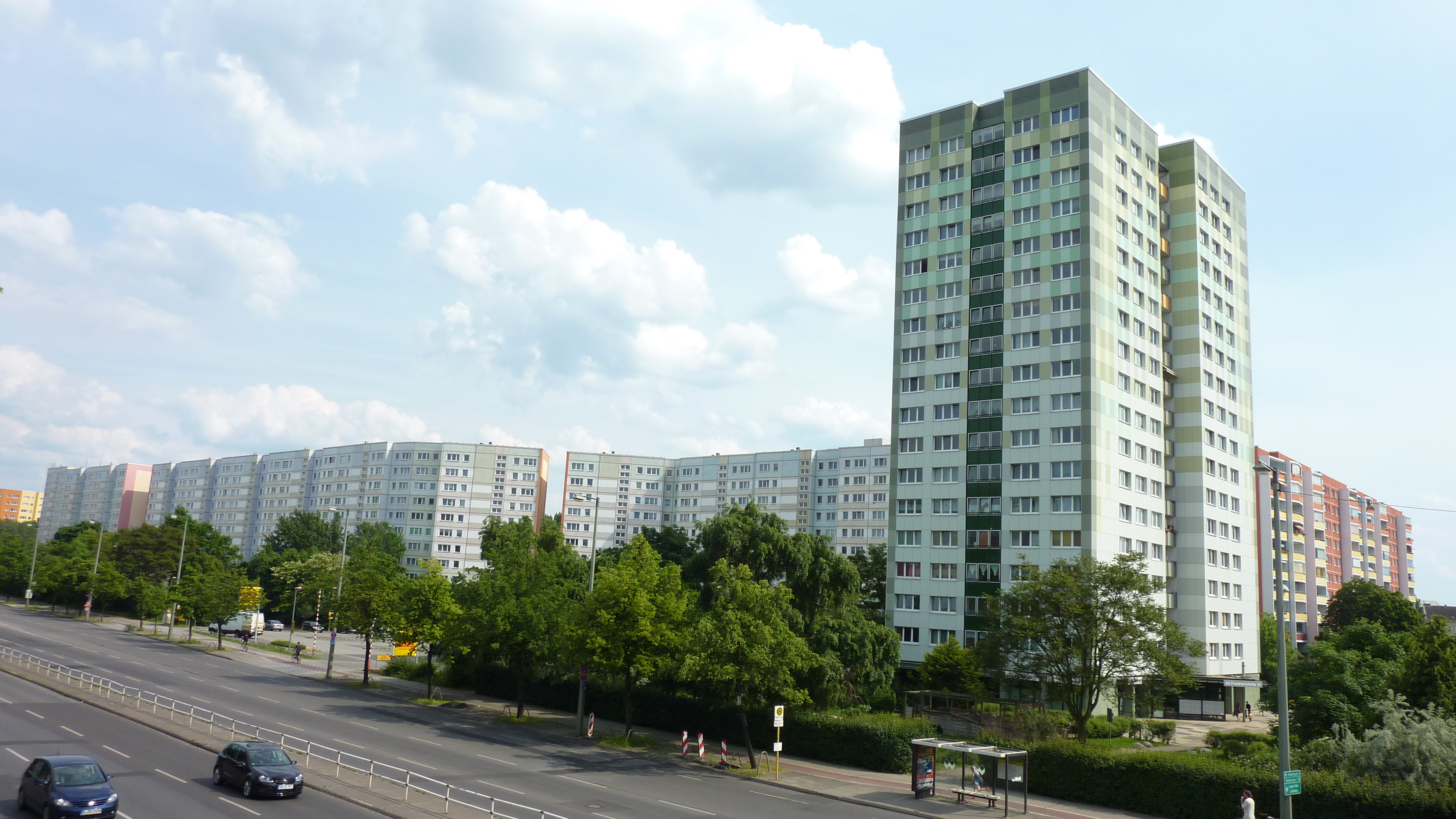
Панельные высотки во Фридрихсфельде